# 斯特普尼 (康乃狄克州)
斯特普尼（英語：Stepney）是位於美國康乃狄克州費爾菲爾德縣門羅境內的一個街區。

## 地理
斯特普尼的座標為41°18′15″N 73°15′16″W / 41.30417°N 73.25444°W，而該地的平均海拔高度為104米（即341英尺）。